# Marjan Novak
Marjan Novak - Mihajlo (Jovo), slovenski partizan in narodni heroj, *11. maj 1915 † 20. marec 1943, Kozarje, Ljubljana (padel v boju).
En izmed ustanoviteljev terenskega odbora OF na Viču, organiziral je oborožen odpor proti okupatorju. Umrl je 20.3.1943 v italijanskem napadu na bunker v hiši Ivana Skodlarja na Cesti Dolomitskega odreda 54 v Kozarjah na obrobju Ljubljane, v katerem je bila radijska delavnica. V njej so izdelovali radijske oddajne in sprejemne aparate.
Po njem se je med letoma 1981 in 1992 imenovala osnovna šola Vič.
Ivana Skubica Cestnikovega fanta iz Viča, izdajalca bivališča in delavnice, so pod mostom pri Vrhovcih partizani preoblečeni v karabinierje ubili 30. marca.